# Agence française anticorruption
Ne doit pas être confondu avec Anticor.
Pour les articles homonymes, voir AFA.
 (avril 2019).
Si vous disposez d'ouvrages ou d'articles de référence ou si vous connaissez des sites web de qualité traitant du thème abordé ici, merci de compléter l'article en donnant les références utiles à sa vérifiabilité et en les liant à la section « Notes et références ».
L'Agence française anticorruption (AFA) est un service à compétence nationale créé par la loi relative à la transparence, à la lutte contre la corruption et à la modernisation de la vie économique de 2016, placé auprès du ministre de la Justice et du ministre chargé du Budget, ayant pour mission d'aider les autorités compétentes et les personnes qui y sont confrontées à prévenir les faits de corruption, de trafic d'influence, de concussion, de prise illégale d'intérêts, de détournement de fonds publics et de favoritisme (ci-après atteintes à la probité).
Elle dispose d'un pouvoir administratif de contrôle lui permettant de vérifier la réalité et l'efficacité des mécanismes de conformité anticorruption mis en œuvre notamment par les entreprises, les administrations de l'État ou les collectivités territoriales. Ce contrôle, exercé à l'initiative par le directeur de l'agence, concerne aussi bien les administrations de l'État ou les collectivités territoriales que les acteurs économiques (entreprises privées ou publiques), mais seuls ces derniers s'exposent à des sanctions administratives en cas de manquement constaté.
L'AFA est dirigée par un magistrat de l'ordre judiciaire hors hiérarchie nommé par décret du président de la République pour une durée de six ans non renouvelable. Pour l'exercice des missions de contrôle, le directeur de l’AFA bénéficie d’une indépendance prévue par la loi qui lui interdit de solliciter ou de recevoir d’instruction d’une quelconque autorité administrative ou gouvernementale.

## Historique
La loi du 29 janvier 1993 relative à la prévention de la corruption et à la transparence de la vie économique et des procédures publiques (dite « loi Sapin ») a créé le Service central de prévention de la corruption (SCPC).
La loi du 9 décembre 2016 relative à la transparence, à la lutte contre la corruption et à la modernisation de la vie économique (dite « loi Sapin 2 ») fait succéder à ce service l’Agence française anticorruption,.
À partir d'août 2022, le fonctionnement de la commission est paralysé par le non renouvellement des membres de la commission des sanctions de l’AFA qui paralyse l'action de l'agence. Le 28 mars 2023, lors de la séance des questions au gouvernement, le ministre de la Justice est interpellé sur sa politique de lutte contre la corruption. Le décret de renouvellement des membres de la commission des sanctions est finalement publié le 17 avril 2023.

## Missions
L’article 3 de la loi du 9 décembre 2016 détermine les missions de l’AFA qui sont au nombre de trois :

### Conseil
Une mission de conseil à toute personne, physique ou morale, en vue de l’aider à prévenir et à détecter les atteintes à la probité. C’était la seule mission antérieurement confiée au SCPC.
Cette mission de conseil prend plusieurs formes en pratique. En premier lieu, l’AFA diffuse de la documentation générale sur la conformité anticorruption. Elle a notamment élaboré des recommandations destinées à aider les personnes morales de droit privé ou public à prévenir et à détecter les atteintes à la probité. Les recommandations, qui ont été soumises à une consultation publique, ont été publiées au Journal officiel du 22 décembre 2017. L’AFA a publié en 2019 un guide sur la fonction conformité anticorruption en entreprise. Elle va publier au cours de la même année un guide sur les vérifications anticorruption à mener à l’occasion d’une opération de fusion-acquisition de sociétés.
En second lieu, l’AFA conseille toute personne morale de droit privé (sociétés, associations, fondations) ou de droit public (administrations de l’État, collectivités territoriales, établissements publics, etc.) souhaitant mettre en place ou renforcer son dispositif de conformité anticorruption.

### Contrôle
Une mission de contrôle des dispositifs de conformité anticorruption mis en œuvre par les personnes morales de droit privé ou public. L'agence n'est pas habilitée à enquêter sur des affaires de corruption, son rôle étant restreint au volet prévention.
Ces contrôles sont de deux sortes :
Premièrement, les contrôles exercés à l’initiative du directeur de l’AFA. Ils peuvent porter :
- Soit sur les sociétés et établissements publics mentionnés à l’article 17 de la loi du 9 décembre 2016,
- Soit les acteurs publics (administrations d’État, collectivités territoriales, établissements publics, sociétés d’économie mixte) sur les associations et fondations reconnues d’utilité publique et les .

En cas de manquement à leurs obligations, le directeur de l’AFA peut saisir la Commission des sanctions de l’Agence mais cette procédure ne concerne que les sociétés et établissements publics mentionnés à l’article 17 de la loi du 9 décembre 2016 (qui, cumulativement, emploient au moins 500 salariés et réalisent un chiffre d’affaires annuel supérieur à 100 millions d’euros) ainsi que leur dirigeant.
Cette commission peut prononcer à leur encontre :
- Une injonction d’adapter le dispositif de conformité anticorruption de la société ou de l’établissement dans un délai ne pouvant excéder trois ans ;
- Une amende civile dont le montant ne peut excéder 200 000 euros pour les dirigeants, 1 000 000 d’euros pour les personnes morales ; la publicité (publication, diffusion ou affichage) de tout pour partie de la décision de sanction[7].  En cas d'obstruction, elle peut aussi prononcer une amende de 30 000 €[7].

Secondement, les contrôles tendant à s’assurer de la bonne exécution par une personne morale sanctionnée par la justice pénale française de son obligation de mise en conformité de son dispositif de conformité anticorruption.
Une telle sanction peut être soit prévue dans une convention judiciaire d’intérêt public (CJIP) soit prononcée, à titre de peine complémentaire, par un tribunal correctionnel.

### Protection
Une mission de protection des intérêts économiques de la France prévue par la loi no 68-678 du 26 juillet 1968 relative à la communication de documents et renseignements d’ordre économique, commercial, industriel, financier ou technique : l’AFA est chargée de s’assurer qu’aucune information susceptible de porter atteinte aux intérêts économiques essentiels de la France ne soit transmise par une entreprise française soumise par une autorité étrangère à l’obligation de mettre en place un dispositif de conformité anticorruption.

## Organisation
L’AFA est composée :
- d’une sous-direction du contrôle ;
- d’une sous-direction du conseil, de l’analyse stratégique et des affaires internationales ;
- d’un secrétariat général ;
- d’une commission des sanctions composée de 6 membres nommés par décret pour un mandat de cinq ans : 2 conseillers d’État désignés par le vice-président du Conseil d’État, 2 conseillers maîtres à la Cour des comptes désignés par le premier président de la Cour des comptes et de 2 conseillers à la Cour de cassation désignés par le premier président de la Cour de cassation.
- d’un conseil stratégique : 8 membres désignés à raison de leur compétence financière et juridique ainsi que de leur expérience dans le domaine de la lutte contre la corruption : 2 membres désignés par le ministre de la Justice, 2 membres désignés par le ministre chargé du Budget, 2 membres désignés par le ministre des Affaires étrangères, 2 membres désignés par le ministre de l’Intérieur ; le conseil stratégique est consulté par le directeur de l’Agence sur la stratégie globale qu’il entend mettre en œuvre, ainsi que sur tout sujet relatif aux missions de l’Agence.

### Dirigeants
Sucession des chef(fe)s du service central de prévention de la corruption
- 1993 : Bernard Challe[9],
- 1996 : Pierre Merand[10],
- 2001 : Claude Mathon[11],
- 2006 : Michel Barrau[12],
- 2010 : François Badie[13],
- 2016 : Xavière Siméoni[14].

| Identité             | Période         | Période      |
| Identité             | Début           | Fin          |
| -------------------- | --------------- | ------------ |
| Charles Duchaine (d) | 17 mars 2017    | 16 mars 2023 |
| Isabelle Jégouzo     | 26 juillet 2023 | En cours     |

## Plan national pluriannuel
En janvier 2020, le premier plan national pluriannuel de lutte contre la corruption 2020-2022 est lancé. Il a pour priorités de mieux connaître et détecter la corruption, de former et sensibiliser l’ensemble des agents publics aux enjeux de la lutte contre les atteintes à la probité, de renforcer les dispositifs de prévention au sein des administrations et améliorer l’effectivité des sanctions pénales et d'améliorer la coopération internationale dans la lutte contre la corruption.
Il s'intéresse aussi aux deux grands évènements sportifs internationaux organisés en France, que sont la Coupe du monde de rugby 2023 et les Jeux olympiques et paralympiques de 2024, afin de prévenir la corruption dans la mise en place de l'organisation de ces jeux.
Vers la fin 2021, une consultation publique est organisée afin d'évaluer les premiers résultats des actions du plan.